# 베로니카 로지
베로니카 로지(영어: Veronica Lodge)는 아치 코믹스에서 출판하는 아치 시리즈의 히로인 캐릭터이다. 1942년 4월 《펩 코믹스》 26호에 처음 등장했고, 존 L. 골드워터와 밥 몬태나가 공동 창작하였다.
애니메이션판에서는 제이미 웨브, 앨리슨 코트, 커밀 슈밋이 성우를 맡았다. 실사 드라마 《리버데일》에서는 커밀라 멘디스가 베로니카를 연기한다.